# Luis Vetter
Luis Vetter (* 29. Juni 2002 in Güttingen) ist ein Schweizer Snookerspieler und Schweizermeister 2019.

## Karriere
Luis Vetter begann den Sport im Alter von 12 Jahren. Bereits ein Jahr später vertrat er die Schweiz bei der Junioreneuropameisterschaft und schaffte es im U18-Turnier unter die Letzten 32. Dieses Ergebnis konnte er in den folgenden Jahren noch mehrfach wiederholen, auch 2020 beim WSF Junior Open, einem Qualifikationsturnier für die Main Tour. 2017 nahm er auch am Paul Hunter Classic, einem für Amateure offenen Main-Tour-Turnier teil, 2018 erreichte er dort die Hauptrunde und verlor nur knapp mit 3:4 gegen den Profi Matthew Selt.
Vetter gewann in der Saison 2018/2019 die Schweizer Meisterschaft im Snooker. Er besiegte den zweifachen Titelträger und Titelverteidiger Jonni Fulcher im Finale mit 5:3. 2019 nahm er auch an Q School und Challenge Tour teil, konnte sich jedoch keinen Main-Tour-Platz sichern. Im August 2020 gab er das Ende seiner Snookerkarriere bekannt.
Luis Vetter lebt im Kanton Thurgau am Bodensee.